# Sori
Sori (en ligur Söi) és un comune italià, situat a la regió de la Ligúria i a la ciutat metropolitana de Gènova. El 2011 tenia 4.404 habitants. L'economia es basa en el turisme i la producció l'olives.

## Geografia
Situat uns 17 km al sud-oest de Gènova, a la costa de la Riviera del Llevant, el comune compta amb una superfície de 13,07 km² i les frazioni de Cànepa, Capreno, Lago, Levà, San Bartolomeo, Sant'Apollinare, Sussisa i Teriasca. Limita amb les comunes d'Avegno, Bargagli, Bogliasco, Gènova, Lumarzo, Pieve Ligure, Recco i Uscio.